# Alternanthera flavescens
Alternanthera flavescens är en amarantväxtart som beskrevs av Carl Sigismund Kunth. Alternanthera flavescens ingår i släktet alternanter, och familjen amarantväxter. Inga underarter finns listade i Catalogue of Life.

## Bildgalleri

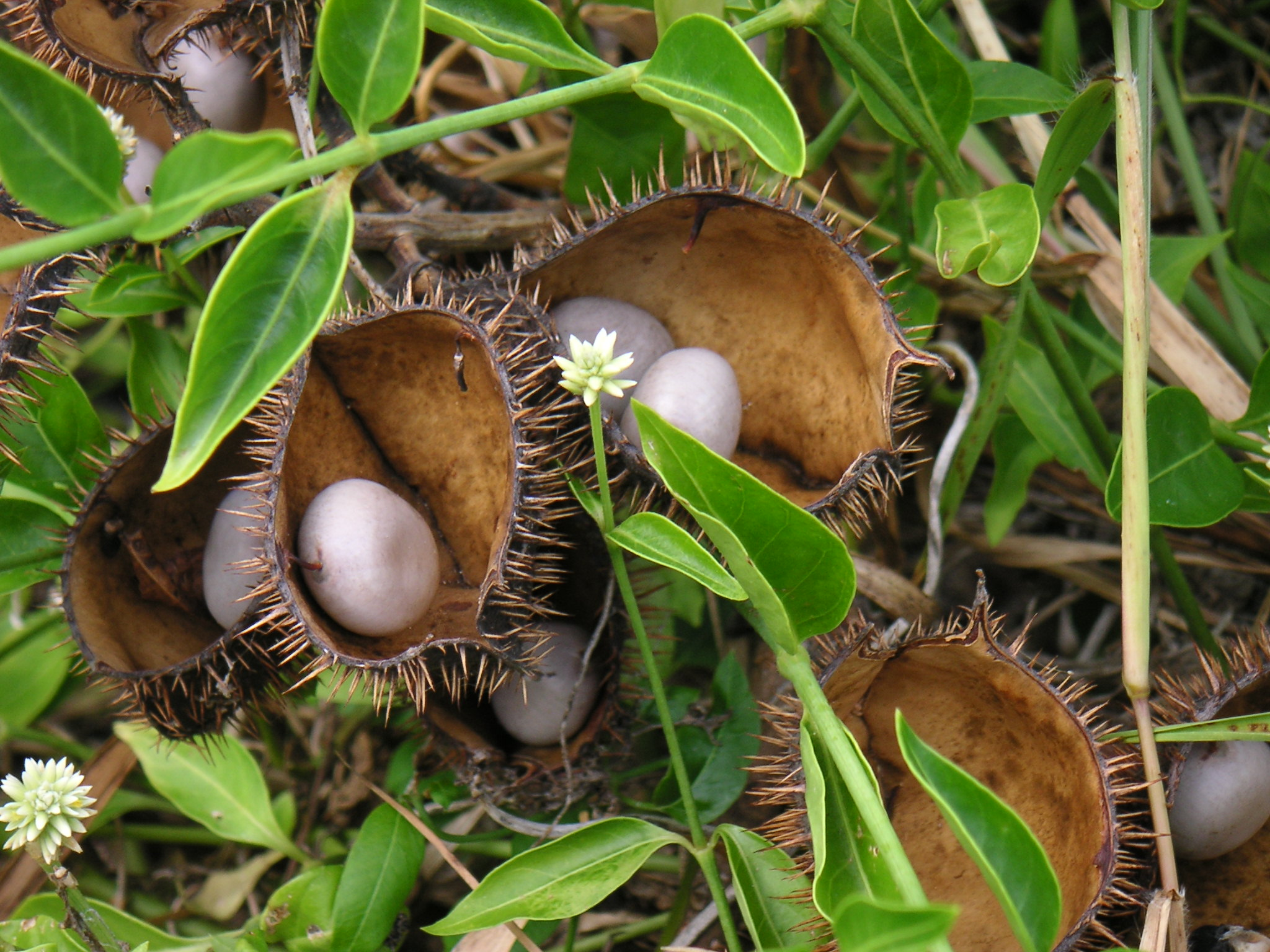